# Svenska cupen i fotboll för damer 1999/2000
Svenska cupen i fotboll för damer 1999/2000 var den 19:e säsongen av huvudcupen för damer i Sverige. Cupen vanns av Djurgårdens IF med 3 – 1 över Älvsjö AIK i finalen.

## Omgång 1
Spelades inte på grund av att färre lag än beräknat anmälde sig

## Omgång 2
Mariehems SK – Domsjö IF 2 – 1

Myckle IK – Hornskrokens IF 2 – 4

Trängfors IK – Bergsbyns SK, 0 – 2

Sörfors IF - Hägglunds IoFK, 2 - 1

Sikfors SK – Morön BK, 0 - 12

IFK Timrå – Myssjö/Oviken, 3 - 0

Skutskärs IF FK – Delsbo, 1 - 6

Nysätra Flarken FK – Lira Luleå BK, 3 – 4

Brunflo FK – Molidens IK, 5 – 3

Sävar IK – Assi IF, 4 – 7

Essviks AIF – Edsbyns IF, 0 – 3

IFK Mora FK – IK Sätra, 2 – 3

Törnö IK – IFK Gävle, 0 – 12

Söråkers IF – Kilafors IF, 0 – 10

Smedjebackens FK – Håbo FF, 0 – 3

Enskede IK – Norrby SK, Walk over av Norrby SK

Börje SK - AIK, 0 – 5
 
IFK Viksjö – Rosersbergs IK, 1 – 5

Norsborgs FF – Västanfors IF, 1 – 2

Kalhälls FF – IFK Västerås FK, 0 – 5

Stuvsta IF – Heby AIF, 1 – 2

Triangelns IK – IF Brommapojkarna, 8 – 0

Täby FF – Hässelby SK, 0 – 7

Hags BK – Vasalund IF, 2 – 3

IFK Nyköping – Rönning Salem FF, 0 - 3

Grums IK FK – IK Sturehov, 1 – 0

Romelanda UF – Älvängens IK, 3 – 0

Göte BK – Åsebro IF, 2  - 3 

IFK Valla – Qviding FIF, 9 – 0

Myckleby IK – IK Zenith, 1 – 7

Fellingsbro GOIF – QBIK, 0 – 5

Villastadens IF – Rackeby IK/Källandsö, 2 – 0

Örebro SK Ungdom – Skara FC, 1 – 3

Rödsle BK – Mjölby Södra IF, 2 – 4

Skärblacka IF – Vimmerby IF, 0 – 1

Husqvarna FF -  Borens IK, 1 – 2(golden goal)

Landsbro IF – Vämbs IF, 6 – 1

Herrestads AIF – Näsets SK, 4 – 1

IK Gauthoid – Rölanda IF, 1 – 5

Sätila SK – IFK Värnamo, 3 – 5

Sexdrega/Aplareds IF – FK Älmeboda/Linneryd, 0 – 2

IF Norvalla – Lindome GOIF, 3 – 4(golden goal)

Älmhults IF – IFK Fjärås walk over

Laholms FK – Husie IF, 1 – 5

Konga SK – Billeholms IK, 4 – 0

Kvibille BK – Råå IF, 7 – 3

IFK Nova – Lörby IF 1 -3

## Omgång 3
Alvik IK – Sörböle FF, walk over vinst Alvik

Infjärdens SK – Hornskrokens IF, 2 – 3(golden boal)

Öjeby IF – Moröns BK, 2 – 4

Sörfors IF – Bollsta IK, 2 – 4

Bjurträsk FF – Piteå IF, 1 – 3

Delsbo IF – IFK Timrå, 2 – 3

Bergsbyns SK – Lira Luleå SK, vinst för Bergsbyn på walk over

Mariehems SK – Assi IF, vinst för Mariehem på walk over

Brunflo FK – Sundsvalls DFF, 1 – 5

IK Sätra – Edsbyns IF, 2 – 0

Kilafors IF – IFK Gävle, 1 – 2

Skå IK – AIK, 3 – 2

Värmdö IF – Håbo FF, 5 – 1

Heby AIK – Huddinge IF, 0 – 6

Roserbergs IF – Hässelby SK, 0 – 3

Västanfors IF – Karlslunds IF, 0 – 3

Enskede IK – Sundbybergs IK, 0 – 11

Turebergs IK – Dalhelm IF, 0 – 6

Vasalunds IF – Triangelns SK, 0 -5

Edsbergs FF – Stigtomta IF, walkovervinst för Edsbergs FF

Rönninge Salem FF – Västerås BK 30, 3 – 2(golden goal)

Rågsveds IF – Rimbo IF, 0 – 1

IFK Västerås – Lotorps IF, 0 – 5

Borens IK – Gideonsbergs IF, 0 – 3

Skara FC – IK Zenith, 1 – 6

Solebrunns AIK – Lindome GOIF, walkovervinst till Lindome

IFK Valla – Jitex BK, 0 – 8

Ulvåkers IF – Mölnlycke IF, 0 – 10

Romelanda UF – Öxabäck Marks IF, 3 -4

Herrestads AIF – QBIK, 0 – 7

Grums IK FK – Rölanda IF, 1 - 2

Åsebro IF – IFK Skoghall, 1 - 18

Villastadens IF – Mallbackens IF, 0 – 8

Landsbro IF – Mjölby Södra IF, 6 – 3

Norra Fågelås IF – BK Kenty, 0 – 9

FK Älmeboda/Linneryd – Vimmerby IF, 3 – 0

Husie IF – IF Trion, 3 – 2(golden goal

Konga SK – Kvibille IF, 1 – 0

IFK Värnamo – IFK Kalmar, 1 – 3

Älmhults IF – Lörby IF, 0 – 6

## Omgång 4
Alviks IK – Morön BK, 3 – 2

Mariehems SK – Hornskrokens IF, 2 – 3

Bergsbyns SK – Piteå IF, 1 – 3

IFK Timrå – IFK Gävle, 0 – 5

IK Sätra – Bollsta IK, 0 – 1

Rimbo IF - Sundsvalls DFF, 0 – 4

Skå IF – Sundbybergs IF, 1 – 5

Värmdö IF – Dalhem IF, 0 – 1 [golden goal]

Edsbergs IF – Lotorps IF, 1 – 5

Triangelns BK – BK Kenty, 0 – 7

Hässelby SK – Huddinge IF, 2 – 2(efter straffar 4 – 6)

Rönninge/Salem FF – Gideonsbergs IF, 1 – 2

[QBIK] – Mölnlycke IF, 0 – 6

Rölanda IF – Jitex BK, 0 – 4

IFK Skoghall – Karlslunds IF, 4 – 0

Lindome GOIF – Mallbackens IF, 2 – 1

IFK Zenith – Öxabäck/Mark IF, IFK Zenith vinner på walk over

IFK Älmeboda/Linneryd – Husie IF, 0 – 6

Lörby IF – IFK Kalmar, 2 – 1

Konga SK – Landsbro IF, 1 – 5
 

## Omgång 5
Alviks IK – Sunnanå SK, 5 – 6 efter straffar

Hornskrokens IF – Piteå IF, WO till Piteå

Bollsta IK – Umeå IK FF, 0-4

Sundsvalls DFF – Bälinge, 1 – 5

IFK Gävle – Huddinge IF, 1-3

Lotorps IF – Hammarby IF, 0 – 7

Gideonsbergs IF – Ornäs BK, 0 – 3

Dalhem – Älvsjö AIK 1 – 10

BK Kenty – Djurgårdens IF, 2 – 4

IFK Skoghall – Kopparberg/Landvetter IF, 0 – 8

Sundbyberg IK – Tyresö FF, 6 – 1

Lindome – Jitex BK, 0 – 1

IFK Zenith – Mölnlycke IF, 3 – 1

Lörby IF – Östers IF, 0 – 4

Husie IF – Kristianstad/Wä DFF, 1 – 3

Landsbro – Malmö FF, 0 – 7

## Omgång 6
IFK Zenith– Kopparberg/Landvetter IF, 0 – 3

Malmö FF- Kristianstad/Wä DFF

Sundbybergs IK - Djurgårdens IF 1 – 2

Piteå IF - Umeå IK FF, 0 – 2

Jitex BK -  Östers IF, 1 - 2

Ornäs BK - Hammarby IF, 2 – 3

Huddinge IF – Bälinge IF, 0 – 6 

Sunnanå SK – Älvsjö AIK 2 - 3

## Kvartsfinal
Umeå IK FF – Östers IF, 0 – 1

Djurgårdens IF – Bälinge IF, 2 -1

Älvsjö AIK- Hammarby IF, 3 – 1

Kopparberg/Landvetter IF - Malmö FF, 1 - 0

## Semifinal
Djurgårdens IF – Östers IF, 6 – 0

Kopparberg/Landvetter IF – Älvsjö AIK, 0 – 1 [golden goal] 

## Final
Djurgårdens IF – Älvsjö AIK 3 – 1